# Centrale hydroélectrique de Karnali
Le projet hydroélectrique de stockage de Karnali est une centrale hydroélectrique au fil de l'eau proposée sur la rivière Karnali au Népal. Elle aura une capacité installée de 900 mégawatts, ce qui en fera la plus grande centrale hydroélectrique du Népal une fois achevée. Cependant, la majeure partie de l'électricité produite devrait être exportée à la fois vers le Bangladesh (environ 500 MW) et l'Inde (292 MW supplémentaires), via une ligne de transport à double circuit de 400 kV, les seuls 108 MW restants étant dédiés à la consommation locale. 
Prévu pour la première fois dans les années 1990 comme une installation à plus petite échelle de 240 MW, la conception actuelle de 900 MW a été approuvée en 2008. Une éventualité de production beaucoup plus importante de 4 180 MW a été identifiée sur le même site lors des études de faisabilité, mais malheureusement cette option n'a pas été retenue. En février 2020, l'accord d'achat d'électricité devait être signé dans les 3 mois, ce qui pourrait donner un coup de pouce au projet longtemps retardé. 
Le coût prévu du barrage est de 1,5 milliard de dollars américains, en partie financé par la Banque asiatique de développement, et sa construction devrait employer environ 3 000 travailleurs pendant 5 ans